# جي-بوليس
جي-بوليس (بالإنجليزية: G-Police)‏، هي لعبة فيديو بريطانية من تطوير ونشر سايغنوسيس، صدرت اللعبة في الأسواق سنة 1997، وتعمل على منصتي بلاي ستيشن ومايكروسوفت ويندوز.

## أسلوب اللعب
اللعبة مُستَلهمة مِن بليد رنر، تبدأ باللاعب في مقعد طيار مروحية قوية ذات اقلاع عمودي في المستقبل سنة 2097 على القمر المستعمر كاليستو. يتمتع اللاعب بدور عضو في قوة جي-بوليس، حيث يحلق عبر مدن مضاءة بالنيون، ويقاتل المجرمين ويحافظ على النظام.
تركز اللعبة على معركة من أجل العدالة تتجاوز مجرد التعامل مع المجرمين في الشوارع، إذ يكشف اللاعب عن مؤامرة مرتبطة بشركات قوية. يتميز السرد في اللعبة بماضي شخصية اللاعب الغامض، المتشابك في شبكة من الخداع.
تتضمن اللعبة معارك نارية مكثفة باستخدام الأسلحة ضد مركبات العدو وسفن الفضاء، مع التركيز على كشف الحقيقة وراء موت أخت الشخصية الرئيسية.
توفر جي-بوليس تجربة غامرة من خلال خيارين للرؤية: رؤية قمرة القيادة التي تقدم شعورًا واقعيًا بالتحليق، ورؤية المطاردة التي تمنح اللاعب تحكمًا استراتيجيًا أفضل. تجمع اللعبة بين القتال المستقبلي وقصة آسرة، مما يجعلها تجربة مليئة بالإثارة والتشويق.